# Liste der Komponisten/XYZ

## X

### Xa
- José Maria Xavier (1819–1887)

### Xe
- Iannis Xenakis (1922–2001)

### Xi
- Antonio Ximenez (1751–1826)
- Xian Xinghai (1905–1945)

### Xy
- Spyridon Xyndas (1812–1896)

## Y

### Ya
- Kosaku Yamada (1886–1965)
- Yasuko Yamaguchi (* 1969)

### Ye
- Maury Yeston (* 1945)
- Ye Xiaogang (* 1955)

### Yo
- Takashi Yoshimatsu (* 1953)
- Douglas Young (* 1950)
- La Monte Young (* 1935)
- Percy Young (1912–2004)
- Michel Yost (1754–1786)

### Ys
- Eugène Ysaÿe (1858–1931)
- Théo Ysaÿe (1865–1918)

### Yu
- Jōji Yuasa (1929–2024)
- Isang Yun (1917–1995)
- Benjamin Yusupov (* 1962)

## Z

### Za
- Jan Zach (auch Johann Zach) (1713–1773)
- Antonio Zacara da Teramo (um 1400)
- Gerd Zacher (1929–2014)
- Johann Michael Zacher (1651–1712)
- Francesco Zappa (18. Jh.)
- Frank Zappa (1940–1993)
- Friedrich Wilhelm Zachow (1663–1712)
- Johann Balthasar Zahn 1704–1776
- Ivan Zajc (1832–1914)
- Daniel Zamudio Guerrero (1887–1952)
- Giuseppe Zamponi (um 1600–1662)
- Gasparo Zanetti (um 1600– um 1660)
- Francesco Zannetti (1737–1788)
- Johan David Zander (1753–1796)
- Riccardo Zandonai (1883–1944)
- Johann Heinrich Zang (1733–1811)
- Andrea Zani (1696–1757)
- Marco Aurelio Zani de Ferranti (1801–1878)
- Uberto Zanolli (1917–1994)
- Gregorio Zanon (* 1980)
- Camillo Zanotti (um 1545–1591)
- Giovanni Zanotti (1738–1817)
- Záviš von Zap (um 1350 bis nach 1411)
- Francisco Zapata Bello (* 1948)
- Helmut Zapf (* 1956)
- Marģeris Zariņš (1910–1993)
- Lorenzo Gaetano Zavateri (1690–1764)

### Zb
- Julien-François Zbinden (1917–2021)

### Ze
- Ruth Zechlin (1926–2007)
- Johann Georg Zechner (1716–1778)
- Richard Zeckwer (1850–1922)
- Kristoffer Zegers (* 1973)
- Józef Zeidler (1744–1806)
- Erich Zeisl (1905–1959)
- Jan Dismas Zelenka (1679–1745)
- Władysław Żeleński (1837–1921)
- Ilja Zeljenka (1932–2007)
- Ferdinand Zellbell der Ältere (1689–1765)
- Ferdinand Zellbell der Jüngere (1719–1780)
- Carl Zeller (1842–1898)
- Hans Rudolf Zeller (1934–2019)
- Carl Friedrich Zelter (1758–1832)
- Alexander von Zemlinsky (1871–1942)
- Hans Zender (1936–2019)
- Max Zenger (1837–1911)

### Zh
- Hao-Fu Zhang (* 1952)
- Alexander Schurbin (* 1945)

### Zi
- Marc’Antonio Ziani (1652–1715)
- Pietro Andrea Ziani (1616–1684)
- Géza Zichy (1849–1924)
- Carl Michael Ziehrer (1843–1922)
- Mikołaj Zieleński (um 1550–1615)
- Grete von Zieritz (1899–2001)
- Michael Maria Ziffels (* 1967)
- Hermann Zilcher (1881–1948)
- Winfried Zillig (1905–1963)
- Efrem Zimbalist (1889–1985)
- Bernd Alois Zimmermann (1918–1970)
- Pierre Zimmermann (1785–1853)
- Udo Zimmermann (1943–2021)
- Walter Zimmermann (* 1949)
- Hardenack Otto Conrad Zinck (1746–1832)
- Niccolò Antonio Zingarelli (1752–1837)
- Gérard Zinsstag (* 1941)
- Irakli Zinzadse (* 1964)
- Sulchan Zinzadse (1925–1991)
- Domenico Zipoli (1688–1726)
- Friedrich Zipp (1914–1997)
- Alexandru Zirra (1883–1946)
- Vojtěch Živný (1756–1842)

### Zo
- Wilhelm Zobl (1950–1991)
- Klaus Zoephel (1929–2017)
- Annibale Zoïlo  (1537–1592)
- Paul Zoll (1907–1978)
- Carl Friedrich Zöllner (1800–1860)
- Carl Heinrich Zöllner (1792–1836)
- Heinrich Zöllner (1854–1941)
- Francesco Zoppis (1715–nach 1781)

### Zu
- Gregor Zuber (um 1633–1673)
- Carlo Zuccari (1703–1792)
- Giovanni Bernardo Zucchinetti (1730–1801)
- Diego Zucchinetti (1756–1808)
- Oqtay Zülfüqarov (1929–2016)
- Johann Rudolf Zumsteeg (1760–1802)
- John Zundel (1815–1882)
- Jakob Frančišek Zupan (1734–1810)
- Andreas Zurbriggen (* 1986)
- Auguste Zurfluh (1871–1941)

### Zv
- Josef Leopold Zvonař (1824–1865)

### Zw
- Jan Zwart (1877–1937)
- Bernard Zweers (1854–1924)
- Alfons Karl Zwicker (* 1952)
- Conrad Zwicky (* 1946)
- Mateusz Zwierzchowski (1720–1768)
- Ellen Taaffe Zwilich (* 1939)
- Florian Zwißler (* 1976)

### Zy
- Otto Matthäus Zykan (1935–2006)